# Кудіяр (Калузька область)
Кудіяр (рос. Кудияр) — присілок в Ульяновському районі Калузької області Російської Федерації.
Населення становить 0 осіб. Входить до складу муніципального утворення Село Дудоровський.

## Історія
Від 2004 року входить до складу муніципального утворення Село Дудоровський

## Населення
| 2002 | 2010 |
| ---- | ---- |
| 4    | ↘0   |